# Tibor Komáromi
Tibor Komáromi, född den 15 augusti 1964 i Budapest, Ungern, är en ungersk brottare som tog OS-silver i mellanviktsbrottning i den grekisk-romerska klassen 1988 i Seoul. 